# Watzmann

Watzmann, obraz Caspara Davida Friedricha (1824-1825)

Watzmann – masyw górski w Alpach Berchtesgadeńskich, części Alp Bawarskich. Leży w Niemczech, w Bawarii, przy granicy z Austrią. Masyw ma cztery wierzchołki: Mittelspitze (2713 m), Südspitze (2712 m), Hocheck (2651 m) i Kleiner Watzmann („Watzmannfrau”, 2307 m). Sąsiaduje z masywem Hochkönig. Jego wschodnia ściana liczy 1750 metrów i jest jedną z najwyższych w Alpach.
Od schroniska Watzmannhaus przez wierzchołki Hocheck i Mittelspitze do wierzchołka Südspitze biegnie 3-kilometrowa graniowa via ferrata o trudnościach B.
Masyw leży na terenie Parku Narodowego Berchtesgaden.

## Galeria

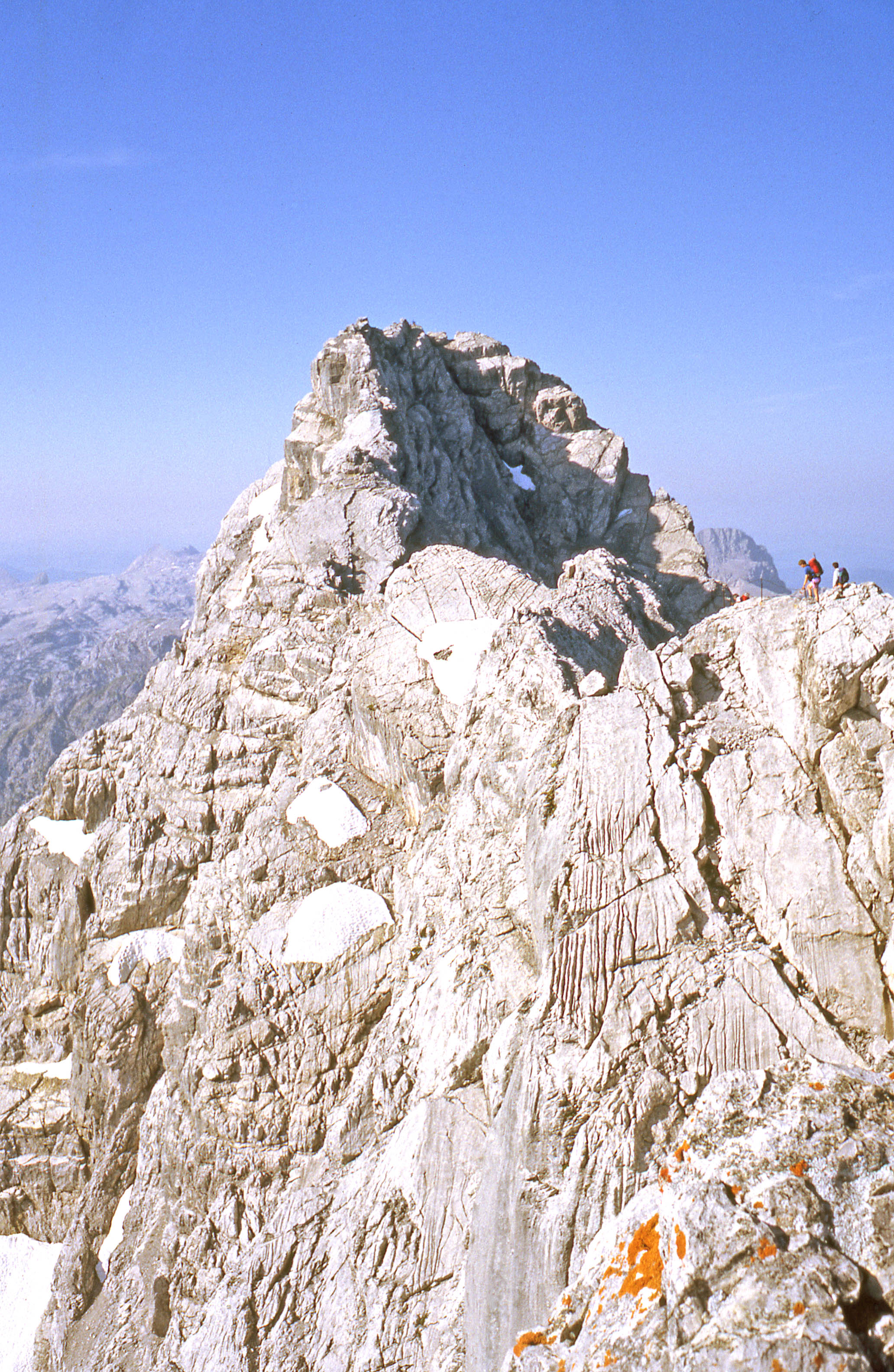
Główny wierzchołek
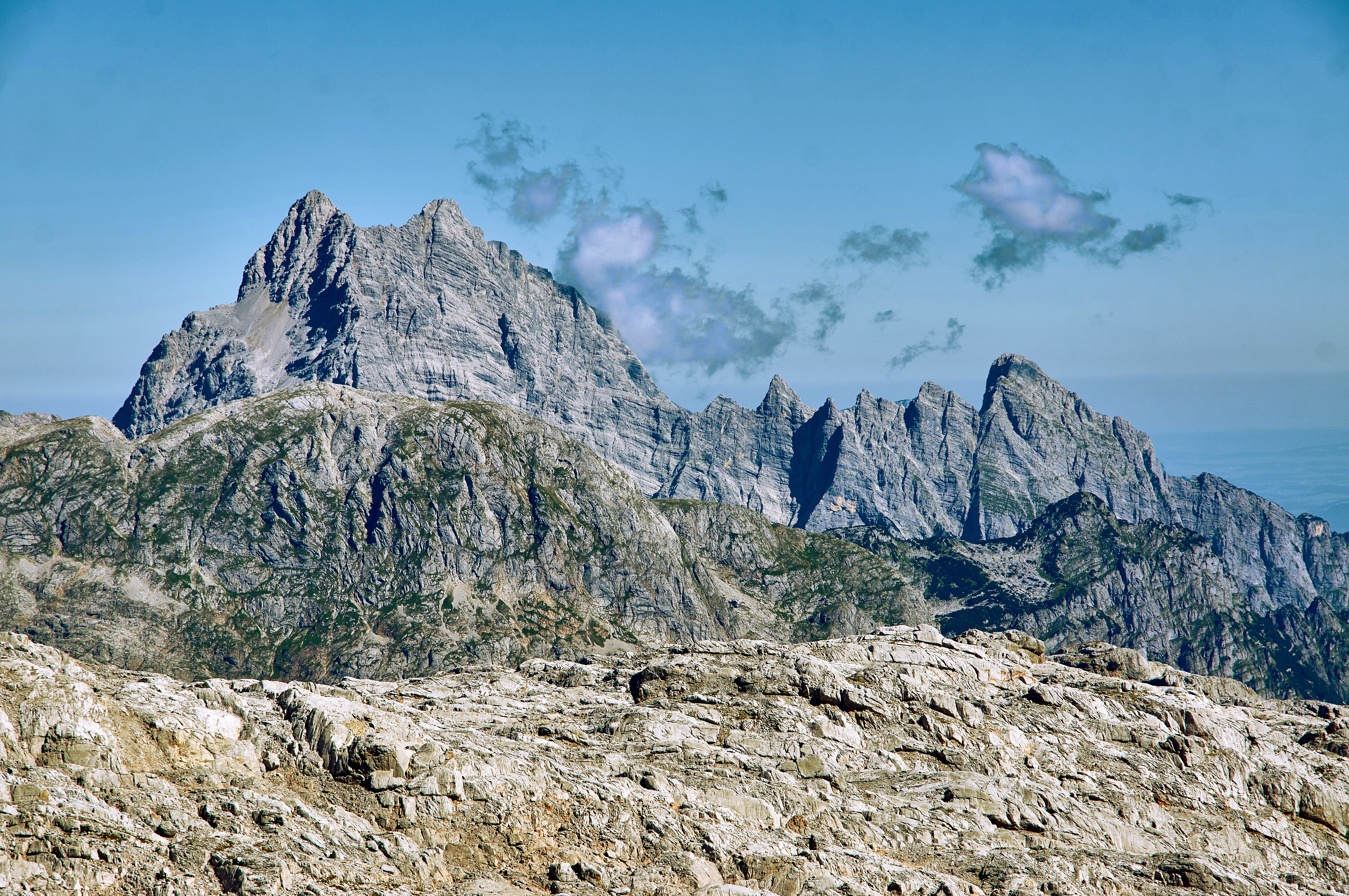
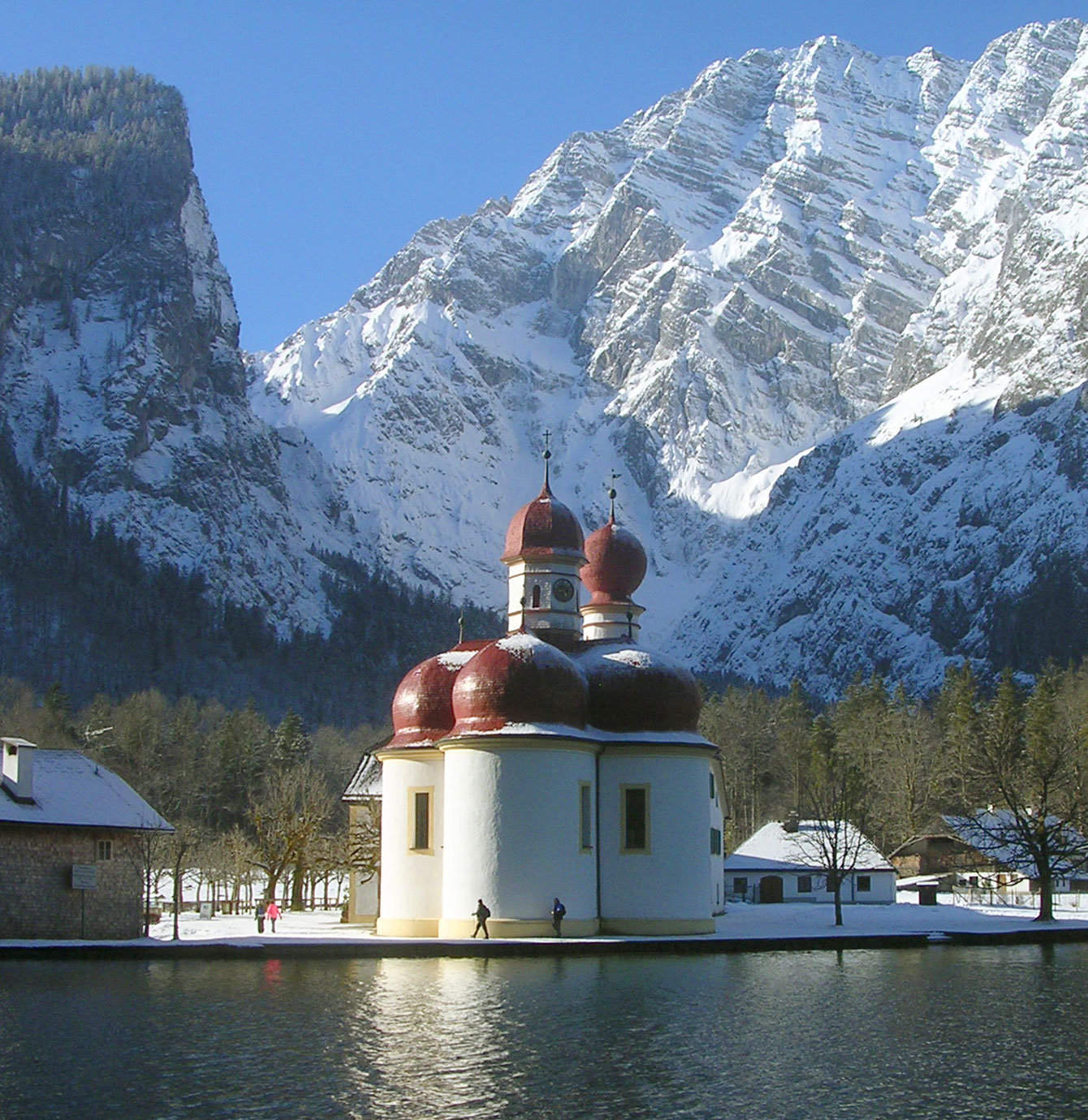
Kościół św. Bartłomieja nad Königssee, położony u podnóża góry
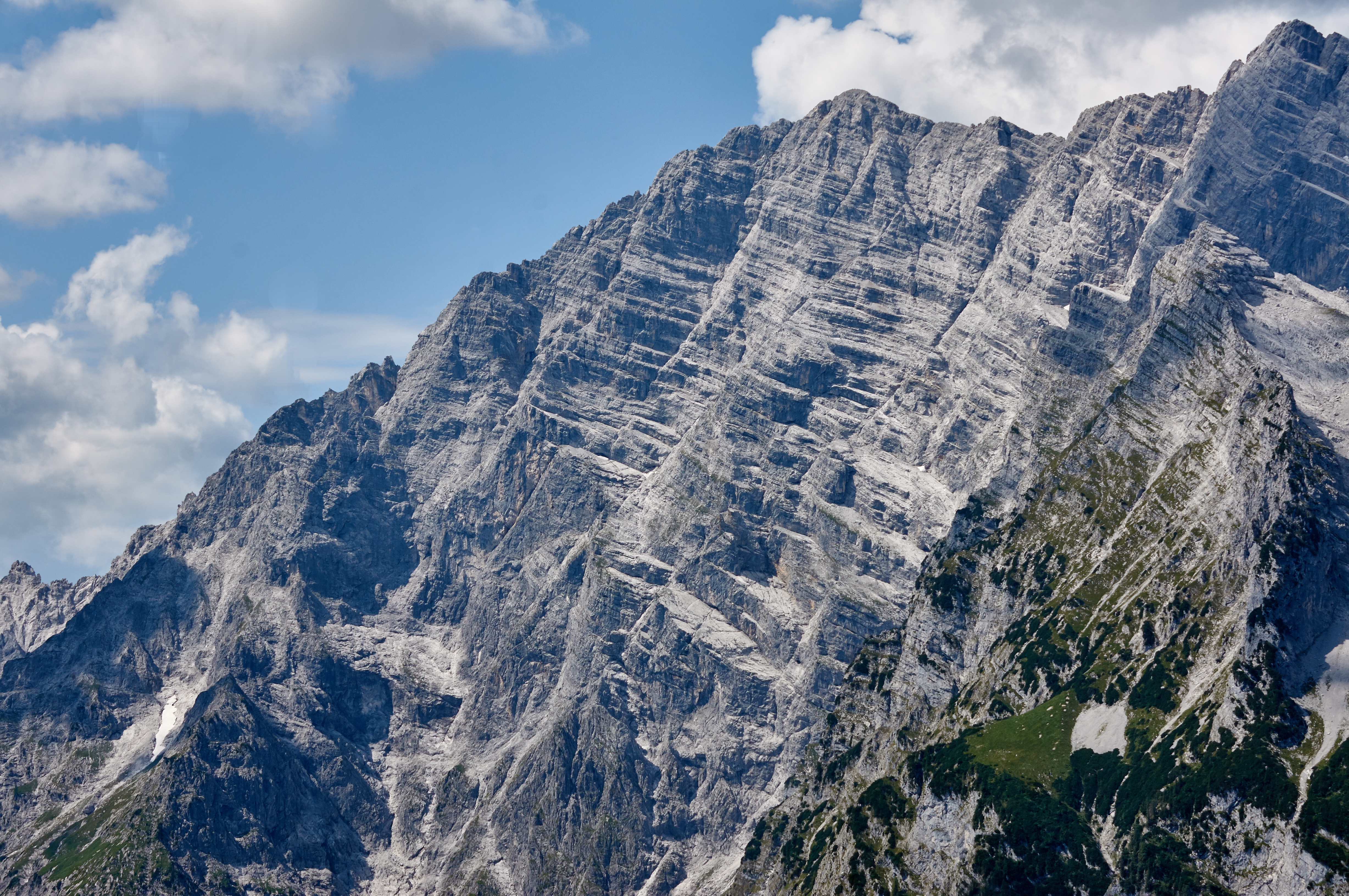
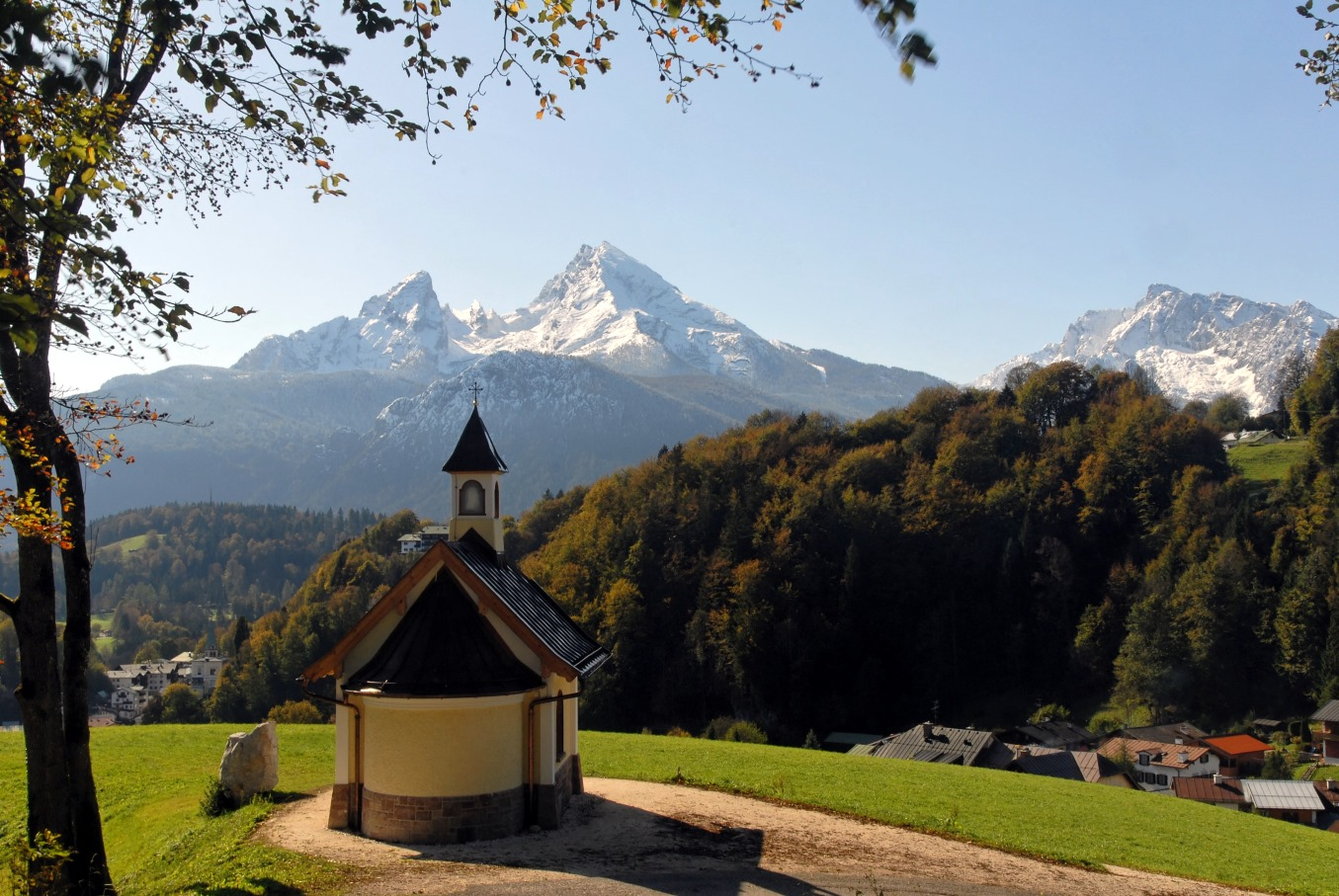
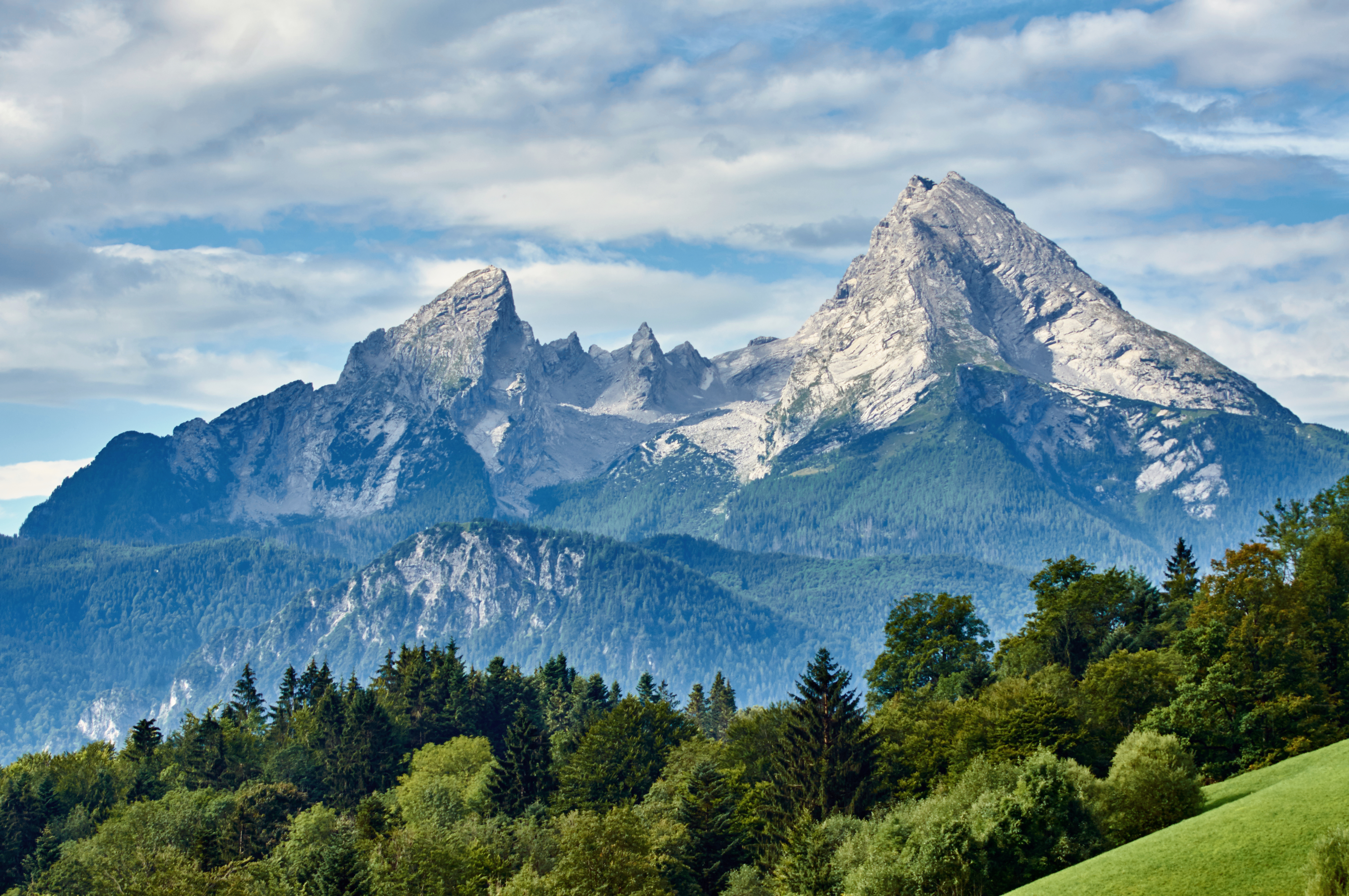